# Proexochokefalos
Proexochokefalos heberti, Steneosaurus heberti
Genre
Espèce
Synonymes
- †Steneosaurus heberti Morel de Glasville 1876

Proexochokefalos est un genre éteint de Crocodyliformes de la famille des Teleosauridae qui vivait à la fin du Jurassique moyen (Callovien). Des spécimens fossilisés ont été trouvés en France.

## Taxonomie
L'espèce type, Proexochokefalos heberti, a été initialement attribuée au genre Steneosaurus en tant que nouvelle espèce, S. heberti, par Morel de Glasville (1876),,. 
Cependant, dans sa thèse non publiée sur les Teleosauroidea, Michela Maria Johnson (d) (2019) a trouvé que certaines espèces nominales de Steneosaurus étaient moins étroitement liées à Machimosaurus que d'autres, et elle a créé le nomen ex dissertationae Proexochokefalos pour S. heberti,.

## Anatomie
Proexochokefalos heberti mesurait jusqu'à 5 mètres de long, bien que les tailles comprises entre 2,5 et 3,5 mètres soient beaucoup plus courantes.